# Cabalodontia
Cabalodontia is een geslacht van schimmels behorend tot de familie Steccherinaceae. De typesoort is Cabalodontia queletii.

## Soorten
Volgens Index Fungorum telt het geslacht zeven soorten (peildatum april 2022):
| Soortnaam                   | Auteur(s)                           | Publicatiejaar |
| --------------------------- | ----------------------------------- | -------------- |
| Cabalodontia albofibrillosa | (Hjortstam & Ryvarden) Westphalen   | 2021           |
| Cabalodontia bresadolae     | (Parmasto) Piątek                   | 2004           |
| Cabalodontia cretacea       | (Romell ex Bourdot & Galzin) Piątek | 2004           |
| Cabalodontia delicata       | Westphalen & Motato-Vásq.           | 2021           |
| Cabalodontia livida         | (Fr. ex Burt) Piątek                | 2004           |
| Cabalodontia queletii       | (Bourdot & Galzin) Piątek           | 2004           |
| Cabalodontia subcretacea    | (Litsch.) Piątek                    | 2004           |